# Davorin Jenko
Davorin Jenko (rodným jménem Martin Jenko; 9. listopadu 1835 Dvorje - 25. listopadu 1914 Lublaň) byl slovinský hudební skladatel. Někdy je považován za otce slovinské národní romantické hudby. Složil mimo jiné srbskou státní hymnu Bože pravde (na text Jovana Đorđeviće), slovinskou hymnu v letech 1860-1991 Naprej, zastava Slave (na text svého bratrance Simona Jenka) a královskou hymnu Černé Hory v letech 1910-1918 Onamo 'namo!. Je též autorem první srbské operety Čarodějka (Врачара; 1882). Ve svém díle byl veden idejemi panslavismu.

## Život
Narodil se v hornokraňské vesnici v tehdejším Rakouském císařství (dnes území Slovinska). Vystudoval gymnázium v Terstu, tam také získal hudební vzdělání u ředitele místní filharmonie Francesca Sinica. Poté odešel do Prahy, kde bral lekce hudby u několika soukromých učitelů. Poté odešel do Vídně, kde vystudoval práva na zdejší univerzitě. Během svého vídeňského pobytu založil Slovinskou pěveckou společnost, kterou sponzoroval národně-liberální politik Valentin Zarnik. Začal zde také komponovat, k jeho známý dílům z té doby patří píseň Lipa zelenela je, která se stala neformální hymnou slovinského národního obrození a často bývá ve Slovinsku mylně považována za píseň lidovou. V roce 1862 se přestěhoval do města Pančevo v jižní Vojvodině (tehdy Uhersko), kde působil jako sbormistr místní srbské pravoslavné církve. Později se přestěhoval na druhou stranu hranice do Bělehradu, kde působil jako skladatel v Srbském národním divadle. Jenko byl mezi prvními čtyřmi uměleckými členy Královské srbské akademie věd, které jmenoval srbský král Milan I. dne 5. dubna 1887. Jenko žil v Srbsku až do roku 1897, kdy se přestěhoval do Lublaně v rodném Kraňsku. Zde i zemřel a byl pohřben na hřbitově Žale ve čtvrti Bežigrad. V Bělehradě se dnes pořádá mezinárodní hudební soutěž nazvaná jeho jménem. U jeho rodného domu byl vztyčen pamětní sloup z dílny Jože Plečnika.